# Decticus
Decticus (Serville, 1831) è un genere di insetti ortotteri appartenenti alla famiglia Tettigoniidae.

## Distribuzione e habitat
Il genere è rappresentato in Europa, Africa del Nord e Asia.

## Tassonomia
Il genere comprende le seguenti specie:
- Decticus albifrons (Fabricius, 1775)
- Decticus annaelisae Ramme, 1929
- Decticus aprutianus Capra, 1936
- Decticus loudoni Ramme, 1933
- Decticus nigrescens Tarbinsky, 1930
- Decticus verrucivorus (Linnaeus, 1758)